# Un secret
Un secret è un film del 2007 scritto e diretto da Claude Miller, tratto da un romanzo di Philippe Grimbert.
Il film ha ottenuto 11 nomination ai premi César, vincendo però solamente il premio alla migliore attrice non protagonista (Julie Depardieu).

## Riconoscimenti
- 2008 - Premio César
  - Migliore attrice non protagonista (Julie Depardieu)
- 2008 - Festival du film de Cabourg
  - Swann d'oro al miglior attore (Patrick Bruel)